# Йоахім Вах
Йоахім Вах (нім. Joachim Ernst Adolphe Felix Wach; 25 січня 1898, Хемніц, Німецька імперія — 27 серпня 1955, Орселіна, кантон Тічино, Швейцарія) — німецько-американський протестантський теолог, соціолог, релігійний діяч, історик релігії, один з найвидатніших релігієзнавців. У своїх роботах наголошував на відмінності між релігієзнавством і філософією релігії.

## Життєпис
Вступив в 1918 році до Лейпцизького університету. Потім був учнем Фрідріха Гайлера в Мюнхені і Ернста Трельча в Берлінському університеті. Потім повернувся в Лейпциг вивчати східні мови, історію та філософію релігії. У 1922 році отримав ступінь доктора філософії (PhD) за дисертацію «Підстави феноменології концепції порятунку», опублікованій під назвою «Der Erlosungsgedanke und seine Deutung».
У 1929—1935 — професор історії релігії в Лейпцізькому університеті. Після приходу до влади в Німеччині фашистів був звільнений і переїхав до США, де до 1945 працював викладачем Браунського університету в місті Провіденс, штату Род-Айленд. У 1945—1955 читав лекції в університеті Чикаго.
Серед його відомих учнів в Чикаго був Джозеф М. Кітагава.